# Nothing Was the Same
Nothing Was the Same é o terceiro álbum de estúdio pelo rapper canadiano Drake, lançado em 23 de Setembro de 2013 através da OVO Sound, Young Money Entertainment, Cash Money Records e Republic. As sessões de gravação começaram em 2012 e continuaram no ano seguinte, nos estúdios Marvin's Room em Los Angeles, na Califórnia, e Metalworks Studios em Toronto, Canadá. Como produtor executivo, o cantor listou ainda outros profissionais do ramo, como 2 Chainz, Big Sean e Lil Wayne. Noah "40" Shebib (exec.), Bink!, Boi-1da, Chilly Gonzales, Detail, Hit-Boy, Hudson Mohawke, James Blake, Jamie xx, Key Wane, Majid Jordan, Mike WiLL Made It, Mike Zombie, Nineteen85, T-Minus, foram outros nomes apontados que trabalharam no disco. Para sua divulgação, foram divulgados dois singles que conseguiram atingir as dez melhores posições de vários países, sendo eles "Started from the Bottom" e "Hold On, We're Going Home".

## Alinhamento de faixas
A lista de faixas completa foi anunciada pelo próprio artista através da sua conta no Twitter a 5 de Setembro de 2013.
| Edição padrão |                                                 | |                                                     |         |  |
| N.º           | Título                                          | Compositor(es) | Produtor(es)                                        | Duração |  |
| 1.            | "Tuscan Leather"                                | Aubrey Graham, Anthony Palman, Noah Shebib, David W. Foster, Linda Thompson-Jenner | Noah "40" Shebib, Boi-1da (adi.), Nineteen85 (adi.) | 6:06    |  |
| 2.            | "Furthest Thing"                                | Graham, Palman, Shebib, Marvin Thomas, Adrian Eccleston | Noah "40" Shebib, Jake One (co.)                    | 4:27    |  |
| 3.            | "Started from the Bottom"                       | Graham, Shebib, Michael Coleman | Mike Zombie, Noah "40" Shebib (adi.)                | 2:53    |  |
| 4.            | "Wu-Tang Forever"                               | Graham, Palman, Shebib, Jeremy Rose, Dennis Coles, Robert Diggs, Lamont Hawkins, Jason Hunter, Corey Woods, Thor Baldursson, Mats Bjoerklyn, Juergen Koduletsch                                   | Noah "40" Shebib                                    | 3:37    |  |
| 5.            | "Own It"                                        | Graham, Shebib, Palman, Noel Fisher, A. Proctor | Detail, Noah "40" Shebib (adi.)                     | 4:11    |  |
| 6.            | "Worst Behavior"                                | Graham, Palman, Dacoury Natche, Fisher | DJ Dahi                                             | 4:30    |  |
| 7.            | "From Time" (com Jhené Aiko)                    | Graham, Jhené Chilombo, Shebib, Jason Beck | Chilly Gonzales, Noah "40" Shebib                   | 5:22    |  |
| 8.            | "Hold On, We're Going Home" (com Majid Jordan)  | Graham, Majid Al Maskati, Jordan Ullman, Paul Jefferies, Shebib | Nineteen85, Majid Jordan, Noah "40" Shebib (adi.)   | 3:51    |  |
| 9.            | "Connect"                                       | Graham, Palman, Shebib, Ross Brichard, Kenza Samir | Noah "40" Shebib, Hudson Mohawke (co.)              | 4:56    |  |
| 10.           | "The Language"                                  | Graham, Palman, Matthew Samuels, Allen Ritter, Anderson Hernandez, Bryan Williams | Boi-1da, Allen Ritter (adi.), Vinylz (adi.)         | 3:44    |  |
| 11.           | "305 to My City" (com Detail)                   | Graham, Fisher, Proctor | Detail                                              | 4:15    |  |
| 12.           | "Too Much" (com Sampha)                         | Graham, Sampha Sisay, Jefferies, Emile Haynie | Nineteen85, Sampha                                  | 4:21    |  |
| 13.           | "Pound Cake / Paris Morton Music 2" (com Jay-Z) | Graham, Shawn Carter, Palman, Samuels, Fisher, Matthew Burnett, Jordan Evans, Proctor, Coles, Diggs, Gary Grice, Hawkins, Isaac Hayes, Hunter, Russell Jones, David Porter, Clifford Smith, Woods | Boi-1da, Jordan Evans                               | 7:13    |  |

| Faixas bónus da edição deluxe |                                    | |                  |         |  |
| N.º                           | Título                             | Compositor(es) | Produtor(es)     | Duração |  |
| 14.                           | "Come Thru"                        | Graham, Palman, Shebib, N. Campbell                                                                                      | Noah "40" Shebib | 3:56    |  |
| 15.                           | "All Me" (com Big Sean e 2 Chainz) | Graham, Palman, Sean Anderson, Tauheed Epps, Shebib, Dwane Weir, Albert Lucien Willemetz, Jacques Charles, Maurice Yvain | Key Wane         | 4:31    |  |

| Faixa bónus da Best Buy |                           |                       |                  |         |  |
| N.º                     | Título                    | Compositor(es)        | Produtor(es)     | Duração |  |
| 16.                     | "The Motion" (com Sampha) | Graham, Shebib, Sisay | Noah "40" Shebib | 4:05    |  |

Notas
- "Wu-Tang Forever" contém demonstrações de "It's Yourz" por Wu-Tang Clan.[4]

## Desempenho nas tabelas musicais

### Posições
| Tabela musical (2013)                   | Melhor posição |
| --------------------------------------- | -------------- |
| Austrália (ARIA)                        | 2              |
| Áustria (Ö3 Austria Top 40)             | 25             |
| Bélgica (Ultratop Flandres)             | 39             |
| Bélgica (Ultratop Valônia)              | 37             |
| Canadá (Billboard)                      | 3              |
| Alemanha (Offizielle Deutsche Charts)   | 14             |
| Países Baixos (Dutch Charts)            | 8              |
| Irlanda (IRMA)                          | 4              |
| Nova Zelândia (RMNZ)                    | 4              |
| Suíça (Schweizer Hitparade)             | 11             |
| Reino Unido (UK Albums Chart)           | 2              |
| Estados Unidos (Billboard 200)          | 1              |
| Estados Unidos (Top R&B/Hip Hop Albums) | 1              |